# سلطان المقطري
سلطان محمد سعيد المقطري خطاط ومطور خطوط حاسوبية ، ولد في عدن عام 1962 عمل على تطوير عدد من الخطوط الحاسوبية. حصل على ماجستير في علم الاجتماع من أكاديمية العلوم السياسة والعسكرية – موسكو عام 1992. ويعتبر سلطان المقطري من أبرز المصممين العرب في مجال تصميم الخطوط الرقمية الثابتة والمتغيرة، تتميز خطوطه بالجمال والأناقة والتفرد، وقد حقق في مجاله شهرة واسعة في الوطن العربي وحول العالم.

## بداية مسيرته المهنية
بدأ سلطان المقطري مسيرته الإبداعية والمهنية كمصمم جرافيك، ولكن سرعان ما اكتشف شغفه الكبير بصناعة الخطوط الرقمية العربية وقرر التفرغ للمجال، وأسس محترف خطوط سلطان في عام 2003.

## خصائص خطوطه
تتميز خطوط سلطان المقطري على كثرتها بالأناقة والجمال والتفاصيل الدقيقة، مما يجعلها مطلوبة في مختلف تخصصات التحرير. كما تتميز خطوطه بالتوازن المثالي بين الأصالة والحداثة، مما يكسب مصممها احتراما خاصا في مجال التصميم الجرافيكي العربي.

## مجالات استخدام خطوطه
تستخدم خطوط سلطان المقطري في مجموعة متنوعة من التطبيقات والمجالات، فهي تستخدم في تصميم الشعارات والبوسترات والتعبئة والتغليف، وتصميم الواجهات والمواقع الإلكترونية، وتصميم الكتب والمجلات، والإعلانات المطبوعة والدعائية، والبطاقات والمنشورات والمراسلات، وحتى في تصميم الشهادات والشواهد.

## علاقته بالخط العربي
علاقة سلطان المقطري بالحرف والخط تعود إلى سنوات الطفولة، حيث بدأ في تعلم الخط منذ صغره. كان يستوحي إلهامه من الواح المعلمين وكراسات الخط العربي وتوجيهات والده الصارمة لتحسين خطه اليدوي. ومع مرور الوقت، بدأ شغفه يتحول الى عمل اعتيادي في صناعة الحرف وابتكار خطوطه الخاصة والتوجه نحو رؤية جديدة ومبتكرة للتصميم الطباعي العربي.

## أهمية خطوطه
تعتبر خطوط سلطان المقطري إحدى الأدوات الأساسية التي يستخدمها المصممون العرب في مشاريعهم واتجاهاتهم الإبداعية، فهي تساعد في الحصول على الطابع العربي الأصيل والمعاصر في التصاميم وتعزز الهوية البصرية للعلامات التجارية والمنتجات، وتسهم في إثراء الثقافة البصرية العربية.

## بعض خطوطه الشهيرة
من أشهر خطوط سلطان المقطري:
- خط سلطان
- خط مدى
- خط رقعة
- خط اوسان
- خط بلاين
- خط مقال
- خط رسمي
- خط نزار
- خط عدن
- خط دروب
- خطوط المسند الزبور

## مكانته في مجال التصميم الجرافيكي العربي
يعتبر سلطان المقطري من أبرز المصممين العرب في مجال تصميم الخطوط الرقمية، حيث ساهمت خطوطه في تعزيز المشهد البصري للتصميم العربي المعاصر، وفي إثراء الثقافة البصرية العربية.

## الدراسات وأبرز الأعمال
- إدراج الكتابة العربية الجنوبية (المسند) في الشفرة الدولية الموحدة- اليونيكود (قسم اللغة – جامعة كاليفورنيا)( 2007)
- تصميم 11 خطا رقميا للمسند
- تطوير أكثر من  (130) خط طباعي عربي للنصوص والعناوين والعرض والويب (2003-2023)
- كتاب خطوط سلطان (2009)
- دراسة – نافذة على تصميم خط طباعي عربي(2011)
- تطوير خط نسخ حاسوبي يحاكي خط اليد للنشر القرآني والأعمال الأدبية (2008-2011)
- دراسة – تطوير خط الرقعة الحاسوبي: طريقة مبتكرة في الطباعة العربية (2012)
- تصميم الخط الكوفي القيرواني.
- تصميم الخط المغربي المبسوط
- تطوير لوحة مفاتيح افتراضية للكتابة بالمسند (2018)
- دراسة - خط المسند، آفاق جديدة من التطوير (2019)
- تطوير وتصميم خط الزبور الرقمي (2020)
- اعداد ووضع كراسة لتعلم الكتابة بالمسند (2022)
- العديد من اللوحات والأعمال الفنية الرقمية

## أهم الجوائز
- شهادة تقدير من جامعة عدن عن تصميم الخط العربي الجنوبي (المسند) ( (2006
- جائزة المركز الأول للنصوص في المسابقة الدولية  لتصميم للخطوط الطباعية في دبي( (2006
- جائزة المركز الثاني للعناوين في المسابقة الدولية  لتصميم للخطوط الطباعية في دبي ( (2006
- ميدالية من الملتقى الرابع للخط العربي في الشارقة ( (2010
- شهادة تقدير من ملتقى مجمع الملك فهد لأشهر خطاطي المصحف الشريف في العالم(2011)
- الجائزة الفضية في المسابقة العالمية  حروف لتصميم الخطوط الحاسوبية ( عن خط التغيير ) ضمن المؤتمر الخامس للتبادل الثقافي العربي الكويت (13 ـ 19 نوفمبر 2014).
- شهادة تقدير من الملتقى العاشر للخط العربي في الشارقة (2022)

## أهم المؤتمرات و المشاركات
- دبي: مؤتمر الخط والحرف الطباعي العربي (كتابات 2006) الجامعة الأمريكية-دبي
- كاليفورنيا: إدراج الكتابة العربية الجنوبية(المسند) في الشفرة الدولية الموحدة(قسم اللغة جامعة كاليفورنيا ( 2007 ) مشاركة بحثية بالتراسل إلى جانب التقصي الميداني.
- الشارقة: الملتقى الرابع لفن الخط العربي (2010) معرض فردي من عشر لوحات رقمية،
- الشارقة: الملتقى الرابع لفن الخط العربي (2010) عرض تقديمي حول تطوير خط النسخ الحاسوبي
- المدينة المنورة: ملتقى مجمع الملك فهد لأشهر خطاطي المصحف الشريف في العالم(2011) ورشتي عمل عن تطوير خطوط الحاسوب.
- الكويت : المسابقة العالمية حروف لتصميم الخطوط الحاسوبية (13 ـ 19 نوفمبر 2014).
- الشارقة: ملتقى الشارقة لفن الخط - ارتقاء  (10-2022) محاضرة علمية ( خط المسند ارتقاء من الصخور الى الرقمنة).